# Panna (Distrikt)
Der Distrikt Panna (Hindi पन्ना जिल्हा) ist ein Distrikt des indischen Bundesstaats Madhya Pradesh. Verwaltungszentrum ist die etwa 60.000 Einwohner zählende Stadt Panna.

## Geographie und Klima

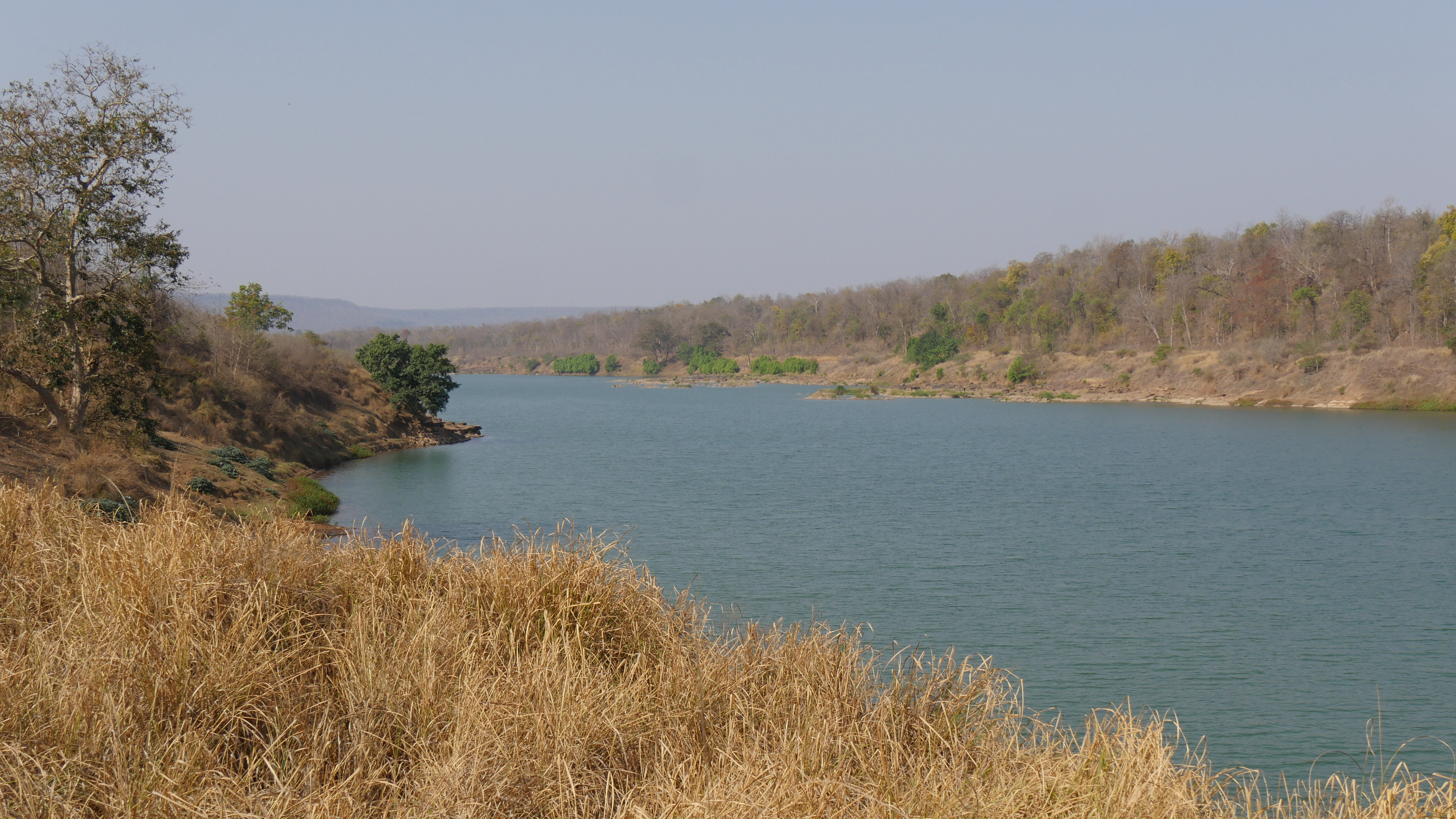
Im Panna-Nationalpark

Der Distrikt Panna befindet sich im Nordosten des Bundesstaats Madhya Pradesh. Er wird im Nordwesten über etwa 40 km begrenzt durch den Fluss Ken, im Südwesten zum Teil durch die Flüsse Sonar (5 km) und Bearma (33 km) und im Südosten abschnittsweise durch den Fluss Ratna. Nachbardistrikte sind im Nordwesten der Distrikt Chhatarpur, im Südwesten der Distrikt Damoh, im Süden der Distrikt Jabalpur, im Südosten der Distrikt Katni, im Nordosten der Distrikt Satna und im Norden der Distrikt Banda (U. P.).
Panna befindet sich in den nordöstlichen Ausläufern des Vindhyagebirges. Die durchschnittliche Höhe über dem Meeresspiegel beträgt zwischen 200 und 450 Metern; die maximale Höhe liegt bei etwa 650 m.
Das Klima entspricht einem Monsunklima mit einem Jahresniederschlag von etwa 1118 mm. Außerhalb der Zeit des Südmonsuns (Mitte Juni bis Ende September) herrscht relative Trockenheit. Die Zeit von November bis Februar ist die kältere Jahreszeit und die heißesten Monate sind Mai und Juni.

## Geschichte
Der Distrikt weist Spuren schon sehr früher menschlicher Besiedlung auf. Im Jahr 1957/58 wurden prähistorische Höhlenmalereien nahe dem Ort Brijpur (Brahaspati-Kund) am Ufer des Flusses Baghan entdeckt. Der Distrikt Panna gehörte zur historischen Region Bundelkhand, die im Mittelalter zunächst von den Gupta-, später dann von den Pratihara- und den Chandella-Herrschern dominiert wurde. Nach dem Ende der islamischen Dominanz durch das Sultanat von Delhi und das Mogulreich kam die Region im 17. und 18. Jahrhundert unter den Einfluss der Marathen und es bildete sich der Fürstenstaat Panna, der in der ersten Hälfte des 19. Jahrhunderts unter britische Oberhoheit kam. Historisch war das Gebiet von Panna auch für seine Diamantvorkommen bekannt, die sich im Nordosten des heutigen Distrikts in eine relativ umgrenzten Gebiet von etwa 81.000 m² in einigen Metern Tiefe fanden. Als europäischer Erstbeschreiber gilt der Jesuit Joseph Tiefenthaler († 1785), der die Minen im Jahr 1765 besuchte. Der Diamantbergbau erreichte etwa um das Jahr 1860 einen Höhepunkt. Nach der Unabhängigkeit Indiens (1947) gehörte Panna zur Union der Fürstenstaaten von Vindhya Pradesh, die 1948 dei indischen Union beitrat und im Jahr 1956 im States Reorganisation Act aufgelöst und in den neugeordneten Bundesstaat Madhya Pradesh integriert wurde.

## Bevölkerung
Der Distrikt ist in religiöser Hinsicht sehr homogen. Bei der Volkszählung 2011 waren mehr als 95 % Anhänger des Hinduismus. Die muslimische Minderheit (3,5 %) konzentriert sich vor allem in den städtischen Siedlungen. In der Dekade zwischen 2001 und 2011 wuchs die Bevölkerung um etwa 18,5 % auf über eine Million an. Der männliche Bevölkerungsanteil übersteigt den weiblichen um etwa 10 %. Etwa 87 % der Bevölkerung lebt in den Dörfern auf dem Lande; ein Drittel der Menschen (zumeist Frauen) gelten als Analphabeten. Die geläufigen Sprachen sind Hindi und der lokale Dialekt Bundeli.

## Verwaltung
Der Distrikt Panna ist in die sechs Verwaltungsbezirke (Tehsils oder Subdivisions) untergliedert: Ajaigarh, Amanganj, Gunour (oder Gunnor), Panna, Pawai und Shahnagar. Bei der Volkszählung 2011 wurden sechs Siedlungen städtischen Charakters gezählt. Die Distrikthauptstadt Panna hatte als einzige den Status einer Municipality und eine Einwohnerzahl von 50.820. Die anderen fünf Städte hatten den Status von Nagar Panchayats (mit Einwohnerzahlen 2011): Ajaigarh (16.656), Devendranagar (12.785), Kakarhati (8.452), Amanganj (13.886) und Pawai (14.465).

## Wirtschaft
Der Distrikt Panna ist in sehr hohem Maße landwirtschaftlich geprägt. Angebaut werden hauptsächlich Weizen, Reis, Mungbohnen (Urad), Kichererbsen (Gram) und Linsen. Lediglich in der Stadt Panna gibt es einige größere Geschäfte und Handwerksbetriebe sowie Banken und weiterführende Schulen. Der nächstgelegene Bahnhof befindet sich in der 75 km östlich gelegenen Stadt Satna.

## Sehenswürdigkeiten
Der touristisch kaum erschlossene Distrikt Panna verfügt über keine kulturhistorisch bedeutsamen Tempel, Paläste etc.; lediglich der etwa 1400 km² große Panna-Nationalpark mit seinem Tiger-Reservat (Panna Tiger Reserve) wird oft von Tagesausflüglern von Khajuraho aus besucht. Im Umkreis der Stadt Panna befinden sich zwei – vor allem in der Monsunzeit sehenswerte – Wasserfälle: die Pandav Falls (ca. 12 km westlich) und die 91 m hohen Gatha Falls.